# Glenea subscalaris
Glenea subscalaris là một loài bọ cánh cứng trong họ Cerambycidae.